# Château de Lys-Saint-Georges
Le château de Lys-Saint-Georges est situé à Lys-Saint-Georges (France).

## Localisation
Le château est situé sur la commune de Lys-Saint-Georges, située dans le département de l'Indre, en région Centre-Val de Loire.

## Description
L'édifice est situé sur un éperon naturel dominant la vallée du Gourdon qui est un affluent de la Bouzanne. De profonds ravins n'en permettent l'approche que d'un seul côté. 
La partie la plus ancienne est le donjon édifié au XIIe siècle, qui de forme ovoïde avec les vestiges d'un système défensif complet avec pont-levis et meurtrières.  L'édifice actuel, entouré de douves, a été lui édifié à partir du XIVe siècle sur les vestiges de la forteresse antérieure.
Le corps de logis du XVe siècle est orné de sculptures de style flamboyant. Restauré au XIXe siècle, ses façades et toitures ont été dénaturées.

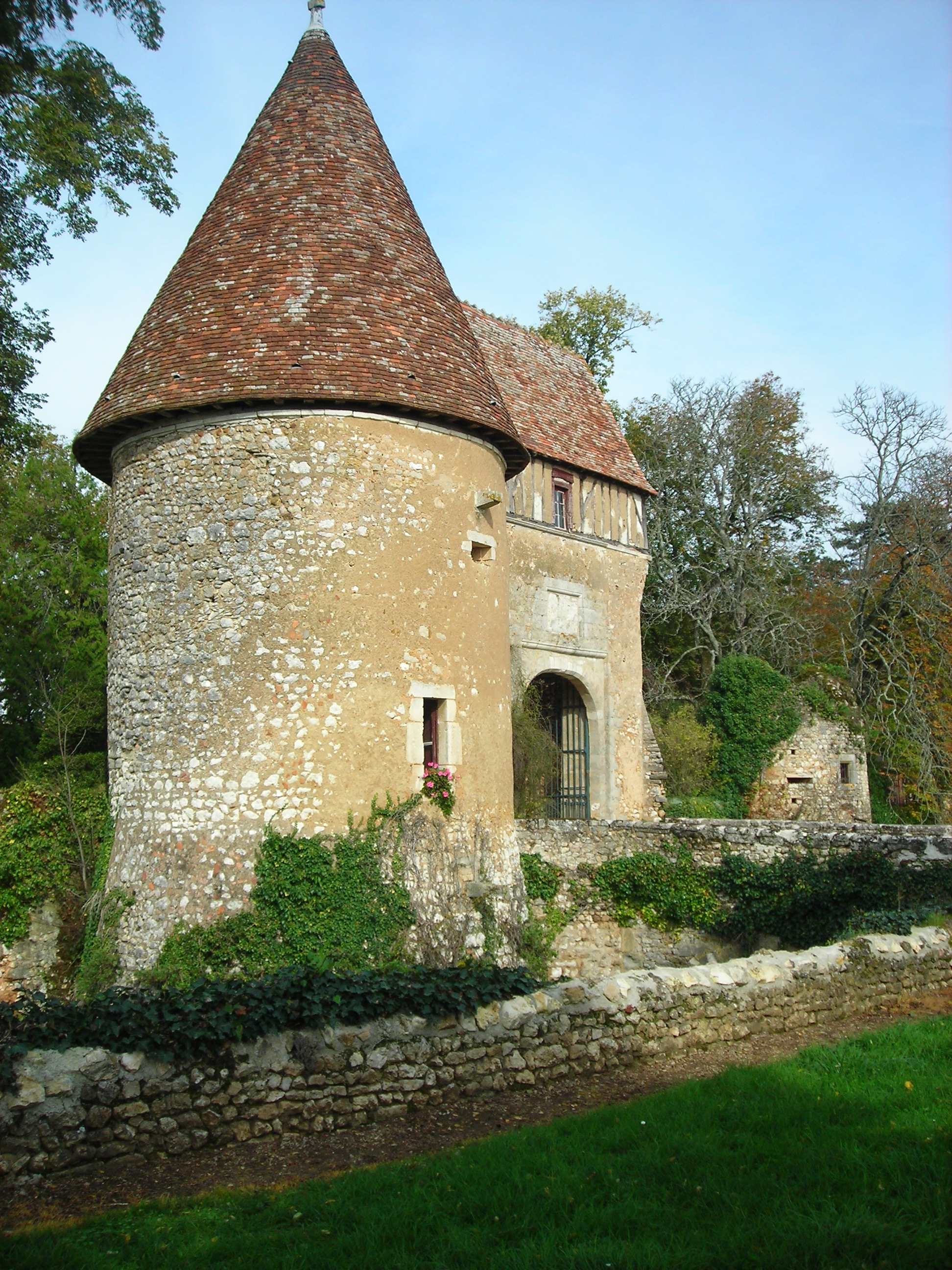
La porterie.
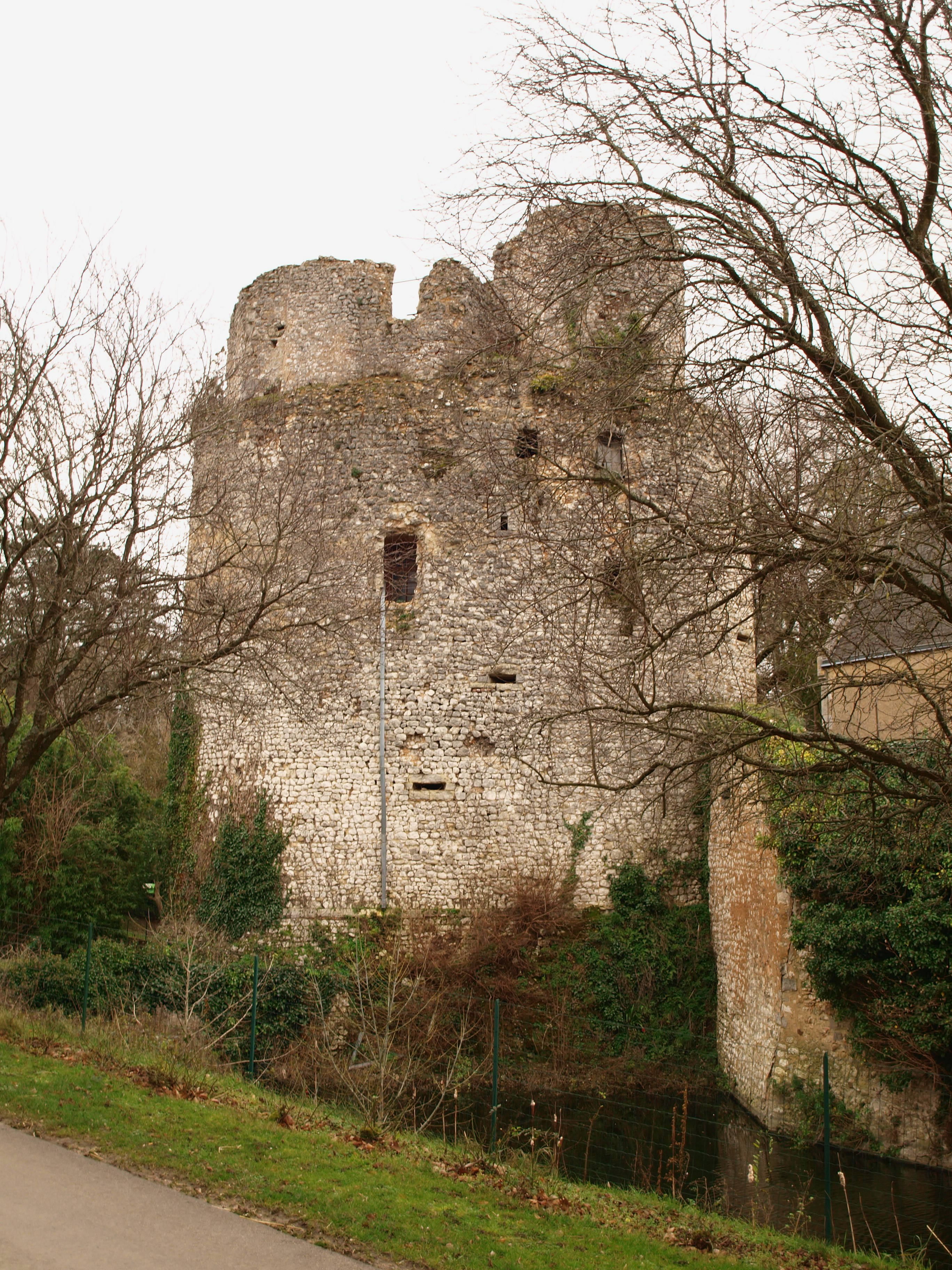
Les vestiges du donjon.
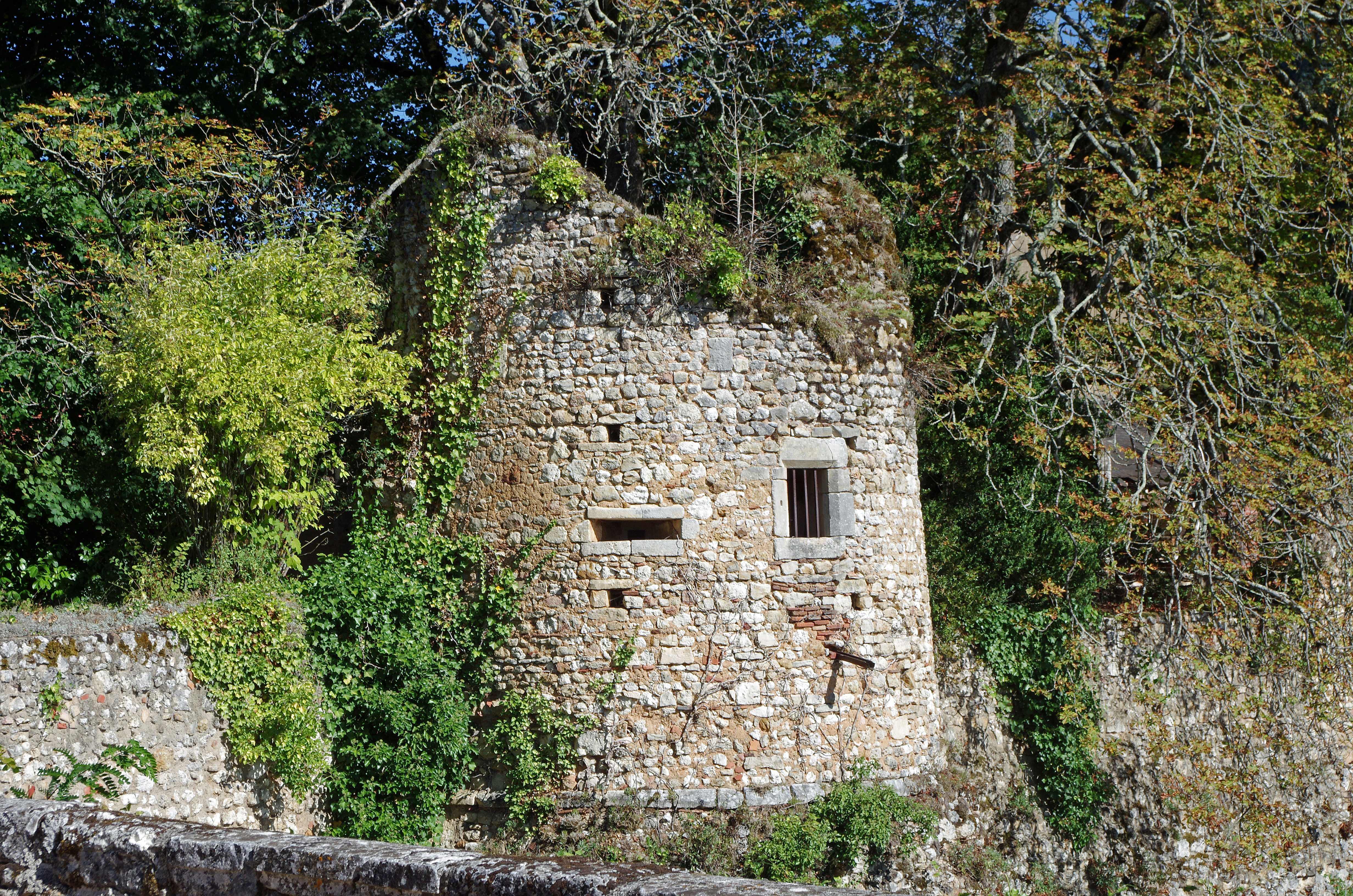
La muraille et une tour de défense.
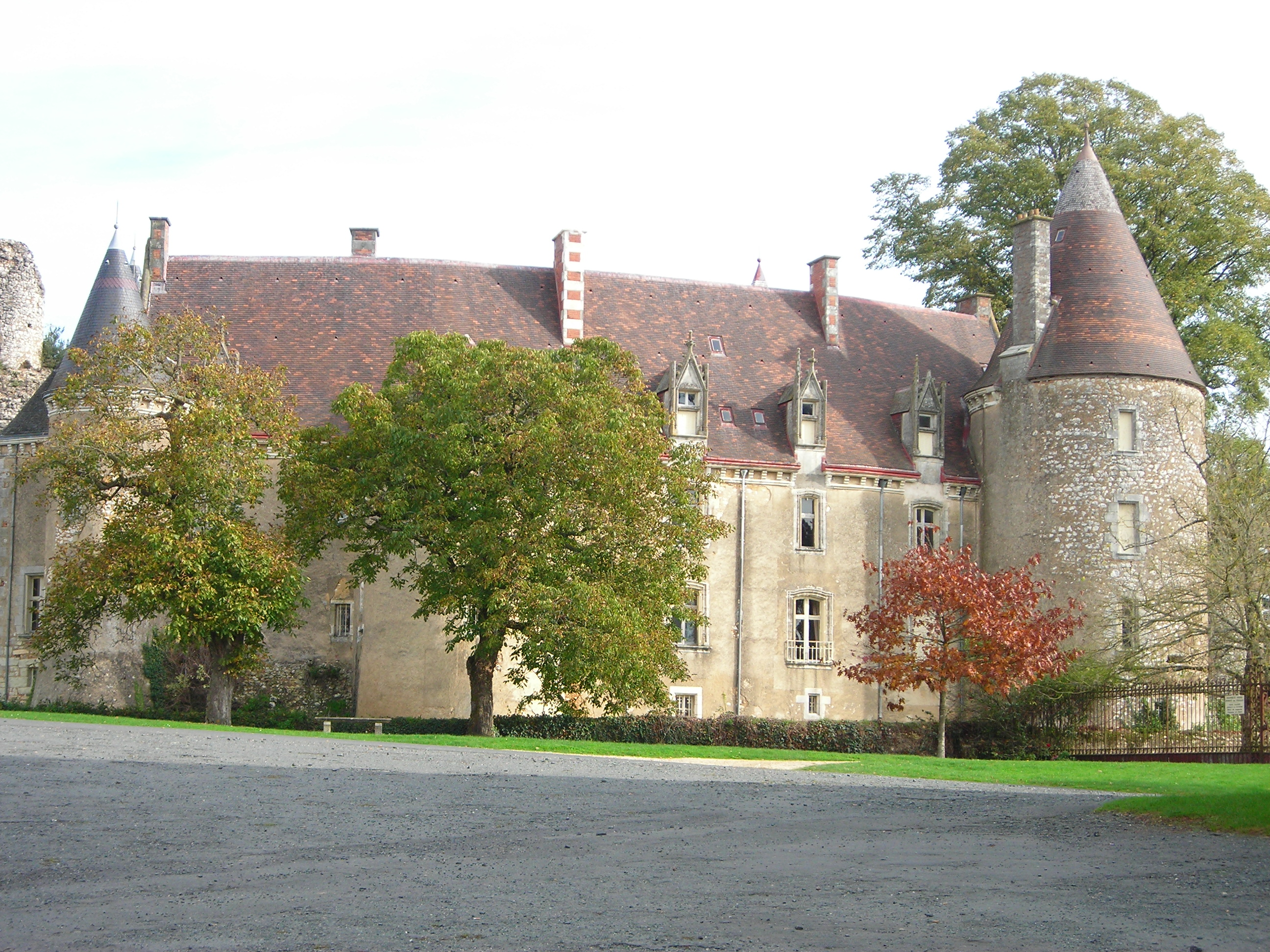
Le logis.

## Historique
La place forte fut un temps occupée par une garnison anglaise pendant la guerre de Cent Ans. La forteresse devient propriété de Jacques Cœur qui construit le logis actuel surplombant les douves toujours en eau. En 1440, le château devient la propriété de la famille de Gilbert Bertrand, gouverneur du Berry et ami de Louis XII qui restaure le domaine ; le château restera durant trois siècles à cette famille, qui possède également le château de Paslières à Chambérat.  On peut encore voir les armes de Bertrand et celles de Navarre sur le portail, contrairement au blason sur la porterie qui a été martelé. Au XVIe siècle, les Bertrand font ériger l'important logis. 
En 1737, la propriété fut vendue à Dubreuil-Dubost de Gargilesse puis, le château fut occupé par une garnison jusqu'à la Révolution. Là, le château fut vendu comme bien national, et sous le Directoire fut détruite la partie supérieure du donjon à pans coupés, ainsi que la vis de l'escalier.
Il fut restauré, et modifié au XIXe siècle par l'architecte Alfred Dauvergne, entre 1877 et 1887. 
Certaines parties du château sont d'abord inscrits en mai 1969 au titre des Monuments historiques : donjon, les restes de l'enceinte et la porterie. L'inscription sera étendu en mai 2022 à l'ensemble du site castral. Le site est retenu également dans le cadre des projets prioritaires du loto du patrimoine en 2020.